# جيرس زابريسكي
جيرس زابريسكي (بالإنجليزية: Grace Zabriskie)‏ هي ممثلة أمريكية، ولدت في 17 مايو 1941 بنيو أورلينز في الولايات المتحدة.

## أعمال

### أفلام
- (1979) نورما راي
- (1982) ضابط ورجل نبيل[4]
- (1990) لعبة طفل 2
- (1990) وايلد ات هارت
- (1998) أرمجدون[5][6][7]
- (2004) الحقد[8]
- (2014) القاضي[9][10]

## وصلات خارجية
- جيرس زابريسكي على موقع IMDb (الإنجليزية)
- جيرس زابريسكي على موقع ألو سيني (الفرنسية)
- جيرس زابريسكي على موقع أول موفي (الإنجليزية)
- جيرس زابريسكي على موقع قاعدة بيانات الأفلام السويدية (السويدية)
- جيرس زابريسكي على موقع إن إن دي بي (الإنجليزية)
- جيرس زابريسكي على موقع قاعدة بيانات الفيلم (الإنجليزية)
- جيرس زابريسكي على موقع كينوبويسك (الروسية)